# Burghausen
Burghausen je město v německé spolkové zemi Bavorsko, v zemském okrese Altötting ve vládním obvodu Dolní Bavorsko. Leží na řece Salzach na hranicích s Rakouskem.
V roce 2011 zde žilo 18 222 obyvatel. Ve starém centru města se tyčí nejdelší hradní komplex na světě dlouhý 1088m. Město je proslulé jazzovým festivalem.

## Znaky města

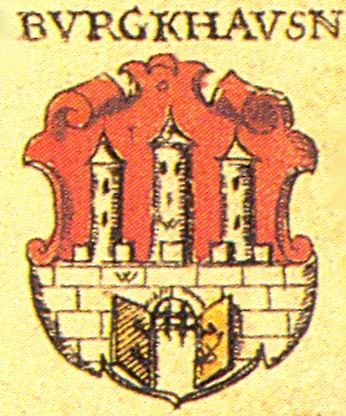
Siebmacher kolem roku 1605
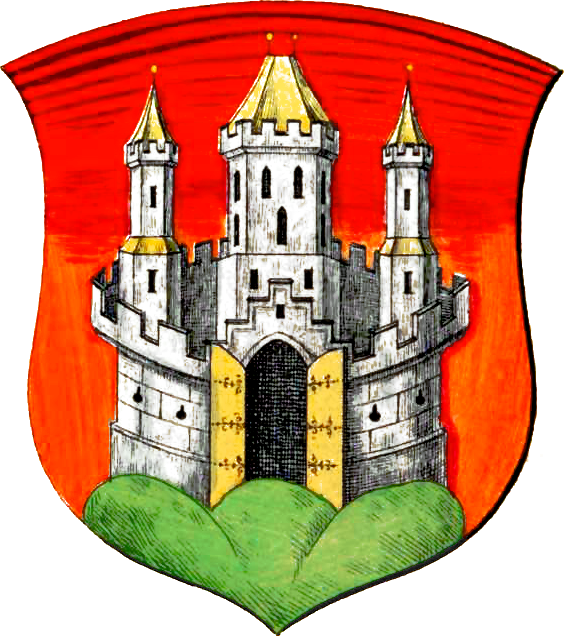
Znak kolem roku 1862
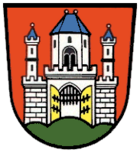
Znak od K. Stadlera kolem roku 1964
Moderní Verze kolem roku 1977